# Exoprosopa atrata
Exoprosopa atrata är en tvåvingeart som beskrevs av Hesse 1956. Exoprosopa atrata ingår i släktet Exoprosopa och familjen svävflugor. Inga underarter finns listade i Catalogue of Life.